# Arnau Sicre
Arnau Sicre, o Arnau Batlle-Sicre (Acs, ? – ?, ?) fou un llamborder al Comtat de Foix a finals del segle xiii i principis del XIV. A través del Registre Fournier ens coneixen diversos detalls sobre la seva vida i l'anàlisi d'aquests registres d'Emmanuel Le Roy Ladurie.
Criat a Acs, era fill d'Arnau Sicre, notari, i de Sibil·la Batlle. El seu pare era catòlic i va treballar com a escriptor per a l'Església. La seva mare, però, era una càtara ferma. El matrimoni no va durar i Sibil·la va obligar el seu marit a sortir de casa. Sibil·la va readaptar el seu nom de soltera, mentre que Arnau fill i el seu germà Bernat, alternarien entre cognoms, de vegades utilitzant els dos. A l'edat de set anys, Arnau va ser enviat a viure amb el seu pare a Tarascon perquè pogués ser educat.
L'heretgia de la seva mare va ser descoberta per la Inquisició. Sibil·la va ser arrestada i finalment va ser cremada a l'estaca després de recaure en el catarisme. La propietat de la família va ser confiscada. Això va deixar Arnau arruïnat, ja que l'heretgia de la seva mare li havia costat la seva herència. Es va convertir en un llamborder itinerant.
En un intent de recuperar la casa familiar, Arnau va decidir convertir-se en informador de la Inquisició. Va ser enviat a Catalunya on es van amagar diversos exiliats càtars. Arnaud es va incorporar a aquest grup i finalment va convèncer-los a tornar al Comtat per assistir al casament de la seva germana. Les forces de la Inquisició esperaven i es van capturar diversos heretges, entre ells el Guillem de Belibasta i el pastor Pere Mauri.